# Житнево
Житнево — деревня в Московской области России. Входит в городской округ Домодедово.
Расположена у юго-восточных окраин города Домодедово, в 3 км к востоку от его микрорайона Белые Столбы, на западной границе села Красный Путь.

## История
До 1994 г. деревня входила в Краснопутьский сельсовет, с 1994 до 2007 гг. — в Краснопутьский сельский округ Домодедовского района.

## Население
| 2002 | 2010  |
| ---- | ----- |
| 3220 | ↘1436 |